# Символ пфеннига
Символ или знак пфеннига (₰) — типографский символ, который входит в группу «Символы валют» (англ. Currency Symbols) стандарта Юникод и называется «Символ германского пенни» (англ. German penny sign), то есть пфеннига; код — U+20B0. Символ активно использовался в Германии для представления этой денежной единицы до середины XX века.

## Начертание
Символ «₰» представляет собой строчную латинскую букву «d», написанную готическим курсивом. Очень редкий вариант знака — латинские буквы «P» и «f» (первые буквы в слове нем. Pfennig — пфенниг). Конкретное начертание зависит от шрифта, использованного для вывода символа.

## Использование в качестве сокращения названий денежных единиц
Символ «₰» используется, главным образом, для представления денежной единицы «пфенниг», называвшейся на средневековой латыни денарием (лат. denarius). Первая буква в этом слове («d») и стала общеупотребимым сокращением пфеннига, активно использовавшимся в Германии примерно до середины XX века.